# Matthias Hödlmoser
Matthias Hödlmoser (* 9. August 1907 in Strobl; † 26. August 1981 in Vöcklabruck) war ein österreichischer Landwirt und Politiker (Österreichische Volkspartei).
Matthias Hödlmoser war von 1924 bis 1927 Obmann des Reichsbundes der Katholischen Jugend. Ab 1945 war er Bezirksobmann des Bauernbundes Bad Ischl. Ab 1955 war er Aufsichtsratsvorsitzender der Raiffeisen-Zentralkasse Oberösterreich, ab 1956 Vorsitzender-Stellvertreter des Aufsichtsrates der Anwaltschaft land- und forstwirtschaftliche Genossenschaften OÖ. Von 1967 bis 1973 war er Präsident des Gemeindebundes Oberösterreich. 
Hödlmoser war von 1945 bis 1973 Bürgermeister von St. Wolfgang im Salzkammergut. Von 1945 bis 1973 war er Mitglied des oberösterreichischen Landtages, von 1953 bis 1967 dessen Erster Präsident.
Hödlmoser war verheiratet und hatte acht Kinder. 1954 wurde er im Linzer Dom in den Ritterorden vom Heiligen Grab zu Jerusalem investiert. 

## Ehrungen und Auszeichnungen
- Berufstitel Ökonomierat (1964)
- Goldenes Ehrenzeichen mit dem Stern für Verdienste um die Republik Österreich (1976)
- Ehrenbürger, St. Wolfgang im Salzkammergut